# Толкованов В'ячеслав Вікторович
Толкованов В'ячеслав Вікторович (нар. 22 червня 1975, м. Горлівка, Донецької області) – український державний та громадський діяч, політик, науковець. Колишній голова Національного Агентства України з питань державної служби і директор Інституту проблем державного управління та місцевого самоврядування Національної Академії державного управління при Президентові України, доктор наук з державного управління, доктор з публічного права в Страсбурзькому Університеті імені Роберта Шумана, професор.

## Життєпис

### Сім'я
Народився 22 червня 1975 року в місті Горлівка Донецької області.
Батько – Толкованов Віктор Іванович, шахтар (1949 – 2014).
Мати – Толкованова Клавдія Єгорівна, вчителька (1949 – 2007).
Одружений з Толковановою Наталією Василівною (народилася 1978 року). Подружжя виховує чотирьох доньок – Марію (2004 р.н.), Анастасію (2008 р.н.), Дарію (2010 р.н.) та Ірину (2013 р.н.).

### Освіта
1992 року закінчив спеціалізовану школу-ліцей № 1 м. Горлівки з поглибленим вивченням іноземних мов та вступив до Горлівського державного інституту іноземних мов, який закінчив із відзнакою 1997 року.
У квітні – липні 1996 року був учасником Канадсько-української парламентської програми, проходив стажування в офісі депутата Палати громад Парламенту Канади (від округу Сен-Дені, Монреаль) Елені Бакопанос, яка була Головою Комітету з питань міграції та громадянства та згодом Віцепрезидентом Палати громад.
У січні – квітні 1997 року отримав стипендію Уряду Французької Республіки та проходив стажування в Університеті міста Тулузи (міжнародна школа перекладачів ESUCA).
1998 року вступив на навчання до Академії державного управління при Президентові України, яку закінчив 2001 року та отримав ступінь магістра державного управління.
2002 року здобув другу вищу освіту зі спеціальності «правознавство» у Київському національному університеті імені Тараса Шевченка.
З серпня 1999 року до липня 2000 року як стипендіат Уряду Французької Республіки навчався в Міжнародному Інституті державного управління при Прем’єр-міністрові Франції (диплом з відзнакою) та Паризькому Університеті І (диплом магістра, DESS). У березні 2006 року здобув науковий ступінь доктора з публічного права в Страсбурзькому Університеті імені Робера Шумана, захистивши дисертацію на тему «Становлення нової системи місцевого самоврядування в Україні». Пізніше нострифікував його в Інституті законодавства Верховної Ради України як український ступінь кандидата юридичних наук.
2013 року здобув науковий ступінь доктора наук з державного управління (Україна), захистивши дисертацію на тему «Інструменти забезпечення доброго врядування на місцевому і регіональному рівнях». Цього ж року отримав учене звання доцента.

### Робота
Навчаючись в інституті, розпочав 1996 року трудову діяльність учителем загальноосвітньої школи І–ІІ ступенів № 28 міста Горлівки. 
У 1996 – 1997 роках працював спеціалістом відділу у справах сім’ї та молоді виконавчого комітету Горлівської міської ради Донецької області.
З січня до серпня 1998 року був заступником Голови Ліберальної партії України з питань молодіжної політики.
У 1998 – 1999 роках був радником (на громадських засадах) першого віце-прем’єр-міністра України (Анатолія Голубченка та Володимира Куратченка).
З квітня 2001 року до січня 2002 року працював начальником відділу міжнародних зв’язків Фонду сприяння місцевому самоврядуванню України при Президентові України. Одночасно був секретарем делегації України в Конгресі місцевих і регіональних влад Ради Європи.
Від січня 2002 року до березня 2003 року працював головним консультантом Головного управління організаційно-кадрової політики та взаємодії з регіонами Адміністрації Президента України. Одночасно був представником України в Європейському комітеті з питань місцевої та регіональної демократії Ради Європи.
За пропозицією Президента Асоціації міст та громад України Олександра Омельченка у березні 2003 року перейшов на роботу до Асоціації міст та громад України на посаду заступника Виконавчого Директора з питань європейської інтеграції. Одночасно пройшов конкурс на заміщення вакантної посади координатора Європейської мережі навчальних закладів для місцевих та регіональних органів влади (ENTO) та був відряджений у довготермінове закордонне відрядження до Секретаріату Ради Європи (м. Страсбург, Франція) з квітня 2003 року до квітня 2006 року.
Після повернення із закордонного відрядження працював консультантом Програми сприяння Парламентові України (травень 2006 року – квітень 2007 року) та був радником (на громадських засадах) Голови Комітету Верховної Ради України з питань державного будівництва, регіональної політики та місцевого самоврядування (Віктора Тихонова).
У квітні 2007 року – заступник міністра з питань житлово-комунального господарства України (міністр Попов Олександр Павлович). Перебуваючи на цій посаді з квітня 2007 року до січня 2008 року, координував питання співробітництва з міжнародними організаціями, займався підготовкою низки важливих міжнародних проєктів (зокрема, проєкту Світового Банку «Розвиток міської інфраструктури»), а також Національної Стратегії реформування та розвитку житлово-комунального господарства.
У січні 2008 року перейшов на роботу в Міністерство регіонального розвитку (міністр Куйбіда Василь Степанович), будівництва житлово-комунального господарства України на посаду директора Департаменту міжнародного співробітництва, інвестиційного розвитку та з питань європейської інтеграції (січень 2008 року – березень 2010 року). Як представник України в Європейському Комітеті з питань місцевої та регіональної демократії Ради Європи (CDLR), член Бюро та згодом голова цього Комітету (2008 – 2010 роки), брав активну участь у розробці та впровадженні нових інструментів Ради Європи з питань розвитку місцевої та регіональної демократії – Європейської Стратегії інновацій та доброго врядування на місцевому рівні, додаткового протоколу до Європейської Хартії місцевого самоврядування, Європейського тижня місцевої демократії, третього додаткового протоколу до Європейської конвенції транскордонного співробітництва між територіальними владами або громадами тощо.
У березні 2010 року переміг у конкурсі та став керівником Програми Ради Європи «Сприяння розвитку місцевому самоврядуванню в Україні» (березень 2010 – квітень 2011 років). Одночасно протягом 2010–2011 років викладав на кафедрі муніципального права Академії муніципального управління.
У травні 2011 року призначений на посаду Першого заступника начальника Головного управління державної служби України (ГУДС). Брав активну участь у реформуванні ГУДС та утворенні на його базі Національного Агентства України з питань державної служби, яке очолював з серпня 2011 року до листопада 2013 року. Протягом цього часу був національним координатором впровадження в Україні європейських інструментів інституційної розбудови TWINNING та TAIEX, координував роботу з питань підготовки та реалізації Стратегії державної кадрової політики на 2012 – 2020 роки, державної програми розвитку державної служби на період 2013 – 2016 років, понад 40 інших законодавчих та нормативних актів з питань державної служби та служби в органах місцевого самоврядування.
У листопаді 2013 року перейшов на наукову роботу, очоливши створений Інститут проблем державного управління та місцевого самоврядування Національної Академії державного управління при Президентові України, який визначено провідною науково-дослідною установою з питань державної кадрової політики та державного управління. Звільнений 3 вересня 2015 року розпорядженням Президента України.

## Громадська діяльність

### Молодіжні організації
У 1996 – 1997 роках був одним із засновників та віцепрезидентом Східно-української спілки молодіжних організацій. 
У 1997 – 1999 роках був Головою Ліберального молодіжного об’єднання України (ЛіМО). 
1998 року був одним із ініціаторів заснування молодіжного парламенту та молодіжного уряду України. 
У 1998 – 1999 роках був першим віце-прем’єр-міністром молодіжного уряду України. 
1999 року був одним із ініціаторів створення та керівником Всеукраїнської спілки молодіжних організацій (УСМО).

### Спорт
Є кандидатом у майстри спорту з шахів.

### Інша діяльність
Член Координаційної ради з питань розвитку громадянського суспільства.
З 2015 року – виконавчий директор Центру сприяння розвитку співробітництва територіальних громад.

### Участь у парламентських виборах 2014 року
Брав участь у виборах до Верховної Ради України 2014 року, як кандидат по 51 виборчому окрузі (місто Горлівка, самовисування). Однак за два дні до дати виборів Центральна виборча комісія України вирішила на цьому окрузі вибори не проводити.

## Нагороди
- Подяка Кабінету Міністрів України (листопад 2002)
- Почесна грамота Міністерства регіонального розвитку та будівництва України (січень 2010 р.)
- Почесна грамота Міністерства з питань житлово-комунального господарства України (листопад 2010 р.)
- Подяка Прем’єр-міністра України (листопад 2010 р.)
- Орден Святого Великомученика Георгія Победоносця Української Православної Церкви (жовтень 2013 р.)

## Факти

### Цікаві факти
В. Толкованов – громадянин України, що працював у секретаріаті Конгресу місцевих та регіональних влад Ради Європи, перший представник України в Європейському Комітеті з питань місцевої та регіональної демократії Ради Європи, перший українець – голова Комітету Ради Європи.

### Скандали
У 2011 – 2013 роках деякі українські ЗМІ неодноразово поширювали неправдиву інформацію про  наявну 2009 року в Толкованова В.В. судимість за розголошення державної таємниці. 2014 року В.В. Толкованов прокоментував це як намагання дискредитувати його як одного з авторів реформи державної служби. 2015 року Печерський районний суд міста Києва зобов'язав тижневик «Дзеркало тижня. Україна» спростувати інформацію про ніби наявну судимість В.Толкованова.
Звільнення В. Толкованова з посади Голови Національного агентства України з питань державної служби пов'язували в ЗМІ із замовленням з боку Артема Пшонки та Олександра Лавриновича.

## Публікації
Автор понад 300 наукових праць з права, державного управління, аграрних наук, цивільного захисту українською, французькою, російською та англійською мовами. Зокрема:
- Добре врядування та інструменти його забезпечення на місцевому і регіональному рівнях: вітчизняний та зарубіжний досвід: монографія / В. Толкованов. Івано-Франківськ : Місто НВ, 2013. 264 с.
- Управлінське лідерство: виклики сьогодення: кол. монографія / за заг. ред. В.В. Толкованова. Хмельницький : ПП Мельник А.А., 2013. 600 с. (Авторські с. 8—17).
- Кадровий резерв як дієвий інструмент модернізації державної служби та служби в органах місцевого самоврядування в Україні / В.Толкованов. Демократичне врядування: Науковий Вісник Львівського регіонального інституту державного управління Національної академії державного управління при Президентові України. Випуск 11. Львів : ЛРІДУ НАДУ. 2013.
- Програми підготовки магістрів у галузі державного управління як дієвий інструмент розвитку людських ресурсів на публічній службі. Ефективність державного управління. Науковий збірник Львівського регіонального інституту державного управління Національної академії державного управління при Президентові України. Випуск 34. Львів : ЛРІДУ НАДУ, 2013. С.358—366.
- Innovative tools and instruments for improvement of the national training system of Ukrainian civil servants and local self-government officials(англ.) Наукові праці: науково-методичний журнал. Миколаїв: ЧДУ ім. Петра Могили, 2012. Вип. 169, т. 208. С. 7—11 (Серія державне управління)